# Austin Abrams
Austin Noah Abrams, född 2 september 1996 i Sarasota, Florida, är en amerikansk skådespelare. Han är känd för sina roller som Ron Anderson i femte och sjätte säsongen av The Walking Dead (2015–2016) och som Ethan Lewis i första säsongen av Euphoria (2019).

## Filmografi (i urval)

### Filmer
- 2011 – Ticking Clock
- 2012 – Jewtopia
- 2013 – Gangster Squad
- 2013 – The Kings of Summer
- 2015 – Paper Towns
- 2017 – Brad's Status
- 2017 – Tragedy Girls
- 2017 – We Don't Belong Here
- 2018 – Dude
- 2018 – Puzzle
- 2019 – Scary Stories to Tell in the Dark
- 2020 – Chemical Hearts
- 2022 – Do Revenge
- 2023 – The Starling Girl
- 2024 – Wolfs
- 2026 – Weapons

### TV-serier
- 2012 – The Inbetweeners (TV-serie)
- 2014 – Shameless (TV-serie)
- 2014 – Silicon Valley (TV-serie)
- 2015–2016 – The Walking Dead (TV-serie)
- 2017 – SMILF (TV-serie)
- 2018 – The Americans (TV-serie)
- 2019–nutid – Euphoria (TV-serie)
- 2019–2021 – This Is Us (TV-serie)
- 2020 – Dash & Lily (TV-serie)